# Övre Ingevadssjön
Övre Ingevadssjön (Øvre Ingervadsjøen) är en sjö i Grue kommun, Kongsvingers kommun och Torsby kommun i Värmland och ingår i Göta älvs huvudavrinningsområde. Sjön är 13,4 meter djup, har en yta på 0,109 kvadratkilometer och befinner sig 213 meter över havet. Sjön avvattnas av vattendraget Rottnan. Vid provfiske har abborre, gers, löja och mört fångats i sjön.

## Delavrinningsområde
Övre Ingevadssjön ingår i det delavrinningsområde (668709-131878) som SMHI kallar för Gräns mot Norge. Medelhöjden är 229 meter över havet och ytan är 3,8 kvadratkilometer. Räknas de 6 avrinningsområdena uppströms in blir den ackumulerade arean 280,98 kvadratkilometer. Rottnan som avvattnar avrinningsområdet har biflödesordning 3, vilket innebär att vattnet flödar genom totalt 3 vattendrag innan det når havet efter 388 kilometer. Avrinningsområdet består mestadels av skog (82 procent). Avrinningsområdet har 0,29 kvadratkilometer vattenytor vilket ger det en sjöprocent på 7,7 procent.